# Tobits Bog
Tobits Bog er en af de Deuterokanoniske Bøger. Den handler om en from jøde Tobit, som bor i eksil i Assyrien. Han bryder loven i Assyrien, da han giver andre jøder værdige begravelser og må flygte fra kongens vrede. Han vender tilbage til byen og begraver atter en jøde, og næste morgen bliver han blindet af møg fra spurve. En slægtning Raguel i byen Ekbatana skylder ham ti talenter sølv, og han sender sin søn Tobias til Rages i Medien for at hente pengene.
Tobias ansætter en fremmed som fører på vejen. Den fremmede viser sig at være ærkeenglen Rafael. Undervejs bliver Tobias angrebet af en kæmpefisk fra floden Tigris. Fisken bliver fanget, og Tobias tager sig af den.
I mellemtiden er Raguels datter Sara holdt fanget af en ond dæmon Asmodæus, som dræber hendes ægtemænd efter tur. Drabene sker på bryllupsnatten, før ægteskabet er fuldbyrdet. Da Tobias kommer frem, får han at vide, at han skal gifte sig med Sara, og englen viser ham, hvordan han kan slippe af med dæmonen ved at brænde fiskens hjerte og lever. Det lykkes, og sammen drager de tilbage, hvor Tobias bruger fiskens galde til at helbrede farens blindhed. Da Tobias skal betale sin fører, bliver det afsløret, at han er "...Rafael, en af de syv engle, som alle står rede og kan træde frem for Herrens herlighed." (Tob 12,15)